# Legio XV Primigenia
Legio XV Primigenia (XV Легіон Фортуни Першонародженої) — римський легіон.

## Історія
Створено у 39 році імператором Калігулою задля кампанії проти германських племен. Тоді ж спрямовано до провінції Верхня Германія, де отаборився в Монгутіаку (сучасне м. Майнц). Того ж року брав участь у війні проти племені хаттів. Після цього частина легіону стояла у фортеці Борбетомаг (сучасне м. Вормс). У 43 році за наказом імператора Клавдія переміщено до Кастри Ветери (сучасне м. Ксантен) на заміну легіонам, які були відправлені на підкорення Британії.
У 47 році в складі армії Гнея Доміція Корбулона діяв проти племен фрізів та хавків. В цей час брав участь у спорудженні каналу Корбулона між річками Рейн та Маас, а також зміцнення цієї області військовими фортами.
У 68 році легіон залишився вірним імператору Нерону під час повстання Гая Юлія Віндекса та допоміг розбити останнього. Після загибелі Нерона легіонери визнали імператором Гальбу, проте це не було щиро. Незабаром легіон перейшов на бік Вітеллія та приєднався до походу Фабія Валента в Італію. Частина легіону залишилася у Кастрі Ветера. Легіонери у складі Валента брали участь в першій битві при Бедріаку, де зазнав поразки імператор Отон, та у другій битві при Бедріаку, де програли вітелліанці.
Інша частина легіону була задіяна під час придушення повстання племені батавів та кананефатів на чолі із Цивілісом. Але легіон під проводом Мунія Луперка зазнав нищівної поразки від батавів. Підрозділи легіону, що залишилися у Кастрі Ветері, були обложені повсталими. Разом з іншими легіонерами вимушені були здатися, а після виходу із міста підступно вбиті батавами. Остаточно ліквідував легіон імператор Веспасіан у 70 році під час реорганізації армії.